# Ageratum conyzoides
Ageratum conyzoides  — вид квіткових рослин з родини айстрових, роду довгоцвіт.

## Опис

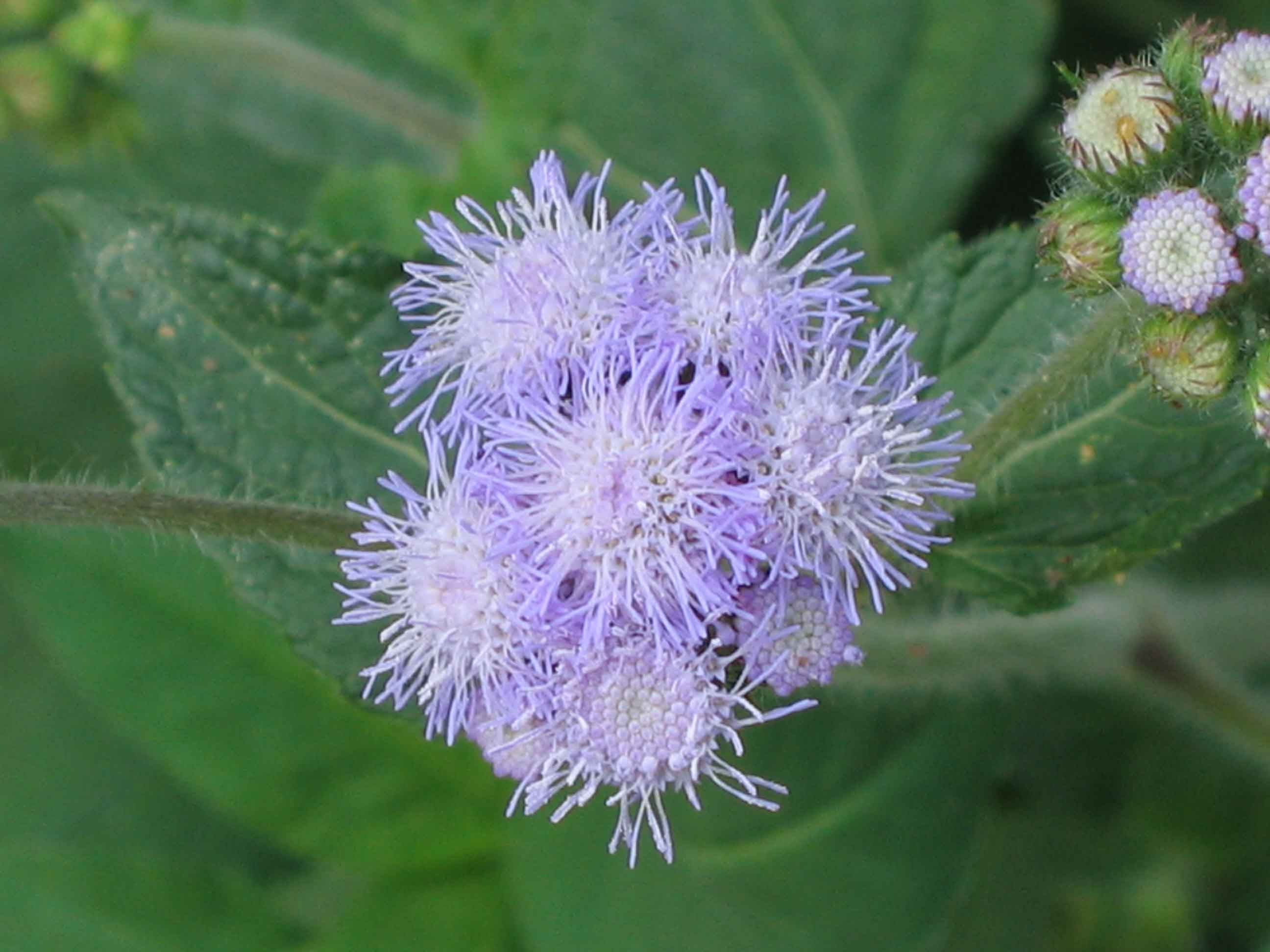
Квіти Ageratum conyzoides

Однорічні трав'янисті рослини 50-100 см заввишки, іноді менше 10 см, з малопомітним головним коренем. Стебла міцні, близько  см в діаметрі, при основі прості або розгалужені від середини, стебла та гілки червонуваті або зелені до верхівки, білі, довго-повстяні. Листя часто з пазушними абортивними бруньками; черешок 1-3 см, густо біла розпростерта ворсинка; серединні листки яйцеподібні, еліптичні або довгасті, 3-8×2-5 см; верхні листки поступово зменшуються, довгасті, іноді всі листки маленькі, близько 1 × 0,6 см, обидві поверхні розріджено-білі з опушенням і жовтими залозистими крапками, в основі 3-жилкові або 5-жилкові, основа тупа або ширококлинувата, край пилчастий, верхівка загострена. Головки маленькі, 4-14 штук у щільних кінцевих щитках; плодоніжка 0,5-1,5 см, борошнисто-опушена; обгортка дзвоникова або напівкуляста, близько 5 мм в діаметрі; листочки 2-рядні, довгасті або ланцетно-довгасті, 3-4 мм, голі, край рваний; віночки 1,5-2,5 мм, голі або верхівково-порошисто-опушені; кінцівки багряні, 5-лопатеві. Сім'янки чорні, 5-гранні, 1,2-1,7 мм, розріджено-білі щетинкові. 2n = 20, 38, 40.

## Екологія
Цвіте і плодоносить цілий рік. Зростає у долинах, лісах, на схилах, по берегах річок, на луках та узліссях.

## Поширення

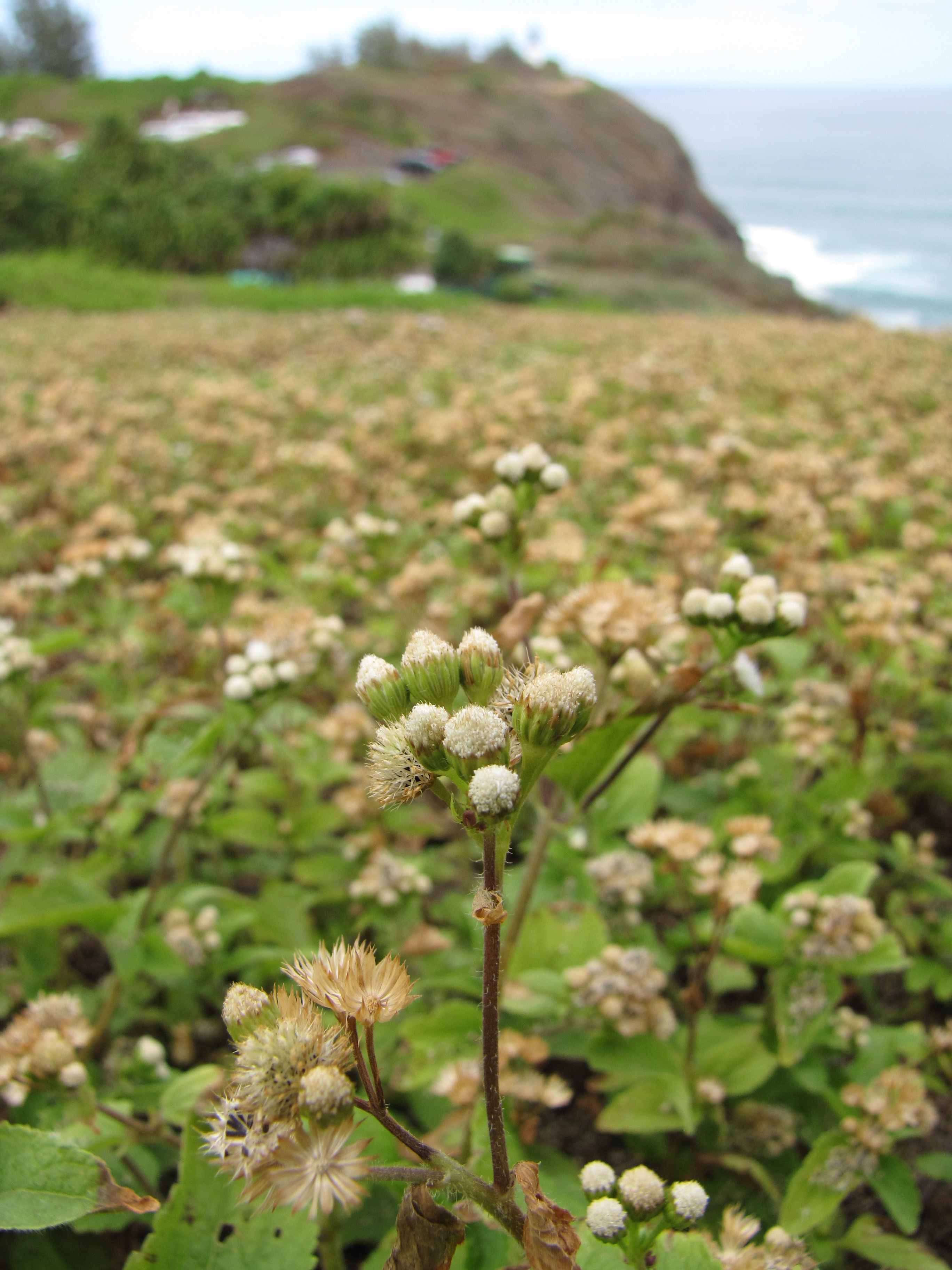
Зарості Ageratum conyzoides на Гаваях

Батьківщиною цього виду є тропічна Південна Америка. У Північній Америці рослини з'явились в результаті натуралізації через культивування. Зростає у штатах Алабама, Каліфорнія, Коннектикут, Флорида, Джорджія, Кентуккі, Меріленд, Міссурі, Північна Кароліна. Завезений до Мексики, Вест-Індії, Центральної Америки, на Гаваї. Широко поширений бур'ян по всій Африці, Індії, Непалі та Південній Азії. Культивується і натуралізований в Китаї у провінціях Аньхой, Фуцзянь, Гуандун, Гуансі, Ґуйчжоу, Хайнань, Хенань, Цзянсу, Цзянсі, Шеньсі, Сичуань, Юньнань на островах Південно-Китайського моря та на Тайвані. Культивується лише в Хебеї та Чжецзяні.

## Систематика
Вид часто плутали з Ageratum houstonianum, їхні відмінності продовжують обговорюватися. Монографія Джонсона (1971) відзначила ненадійність структури сосочка у цього виду і звела до синоніма вид Ageratum latifolium Cav., який має лусочки сосочка без остюків. Однак останній вид був виключений з поточної синоніміки, оскільки необхідні подальші дослідження.